# 빅토르 코르치노이
빅토르 르보비치 코르치노이(Ви́ктор Льво́вич Корчно́й, 1931년 3월 23일 ~ 2016년 6월 6일)는 소련과 스위스의 체스 선수였다. 1976년 서방으로 망명하였고 1978년 소련 국적이 박탈되었으며 1979년 스위스인이 되었다. 사망하기 전까지 FIDE 웹사이트에서 확인할 수 있는 활동하는 선수로는 최고령이였다.